# Heinrich Ludolph Wendland
Heinrich Ludolph Wendland (29 de abril de 1791 - 15 de julio de 1869, Teplice) fue un botánico alemán.
Nace en una familia muy vinculada con la Historia natural: su padre, Johann Christoph Wendland (1755-1828), había publicado muchas obras de Botánica como Botanische Beobachtungen nebst einigen neuen Gattungen und Arten.
Heinrich estudia en Göttingen, después de algunos años de aprendiz en Viena y en Londres; y en 1827 será jardinero en Herrenhäuser, hoy parte de Hanóver; y máa tarde director de los Herrenhausen Garten allí.
En 1820, publica Commentatio de Acacias aphyllii donde describe muchas nuevas especies de Acacia como :
- Acacia browniana H.L.Wendl.
- Acacia cochlearis (Labill.) H.L.Wendl.
- Acacia saligna (Labill.) H.L.Wendl.
- Acacia willdenowiana H.L.Wendl.

## Honores

### Eponimia
- (Menispermaceae) Wendlandia Willd.[1]

## Fuente
- Traducción de los Arts. en lengua francesa e inglesa de Wikipedia.
- La abreviatura «H.L.Wendl.» se emplea para indicar a Heinrich Ludolph Wendland como autoridad en la descripción y clasificación científica de los vegetales.[2]

1. ↑  Sp. Pl. ed. 4 [Willdenow] 2 (1): 275 1799 (IK)
2. ↑  Todos los géneros y especies descritos por este autor en IPNI.